# Westkunst
Westkunst – zeitgenössische Kunst seit 1939 war der Titel einer großen Kunstausstellung, die vom 29. Mai bis 16. August 1981 in den Rheinhallen der Kölner Messe stattfand.

## Geschichte
Im Auftrag der Museen der Stadt Köln unter Generaldirektor Hugo Borger kuratierte der Ausstellungsmacher Kasper König zusammen mit dem Kunstkritiker László Glózer von 1979 bis 1981 die Kunstausstellung in zwölf historischen Sektionen sowie einem zeitgenössischen Teil, dem sie den Titel „Heute“ gaben. Neben Kunstwerken und Archivalien umfassten die 700–800 Exponate auch Nachstellungen von Ausstellungshängungen und Künstlerateliers sowie neun eigens für die Ausstellung realisierte Filme. Die Filme wurden von Glózer unter Mitarbeit von Marcel Baumgartner konzipiert und vom Westdeutschen Rundfunk Köln (WDR) gedreht. Die Ausstellungsarchitektur besorgte Oswald Mathias Ungers. Die Schirmherrschaft über die Ausstellung übernahm die Deutsche UNESCO-Kommission.
Um einen kritischen Umgang mit den 1940er und 1950er Jahren zu ermöglichen, ließen die Ausstellungsmacher ihre Betrachtung der zeitgenössischen Kunst im Jahr 1939 beginnen. Als Ziele ihrer kuratorischen Arbeit benannten sie unter anderem die „Zurückführung zeitgenössischer Kunst auf ihre Ursprünge“ und die Offenlegung der „Kontinuität und Widersprüche“ in den künstlerischen Entwürfen. Die unmittelbar zeitgenössische Kunst der gerade beendeten 1970er Jahre sparten sie weitgehend aus; ihr jüngstes Exponat datierte 1972. In den Blick nahmen sie künstlerische Entwicklungsformen in diversen Medien und Praktiken aus Westeuropa und Nordamerika, vornehmlich den Vereinigten Staaten.
Die Ausstellung fand große Beachtung. Ihr Konzept wurde von der Presseberichterstattung nicht in Frage gestellt. Weil die Ausstellung die Medienkunst außer Acht gelassen hatte, drehten Ulrike Rosenbach, Klaus vom Bruch, Marcel Odenbach und Rune Mields das Video Westprotest, das der WDR unmittelbar ausstrahlte. Weiterer Protest kam von Seiten der Kapitalismuskritik. So ließ Klaus Staeck während einer Pressekonferenz der Stadt Köln Packungen der Zigarettenmarke West verteilen, die er durch Aufkleber mit der Unterzeile „Ein Gemeinschaftsprodukt von Bauindustrie, Transportunternehmen, Versicherungswirtschaft und Kunsthandel“ verfremdet hatte.
Laut dem Kunsthistoriker Hans Belting vertrat die Ausstellung in Fortsetzung der documenta 6 den Anspruch einer „unverbrauchten“ Moderne von der Vorkriegskunst bis in die Nachkriegszeit. Ihr Programm habe darin gelegen, die strittige Annahme einer fortdauernden universalen Moderne zu beschwören. Nach der Kunsthistorikerin Isabel Wünsche (* 1965) offenbarte die Ausstellung das Konzept der Westbindung auf künstlerischem Gebiet. Die Auffassung, die Westkunst als Erbin der historischen Avantgarde der Moderne zu definieren, habe sie mit der Begründung vertreten, dass eine solche Kunst nur in einem demokratisch-freiheitlichen System der Westlichen Welt entstehen könne. Ihr trat unter anderem Thomas Strauss († 2013) entgegen, damals stellvertretender Direktor des Lehmbruck-Museums.
Nach dem Zerfall des Ostblocks in den Umwälzungen des Jahres 1989 veranstaltete Wolfgang Becker im Ludwig Forum für Internationale Kunst 1991 in Aachen die Ausstellung Ostkunst – Westkunst. An die Ausstellung Westkunst knüpfte er kuratorisch an.